# Wiadomości Dębickie

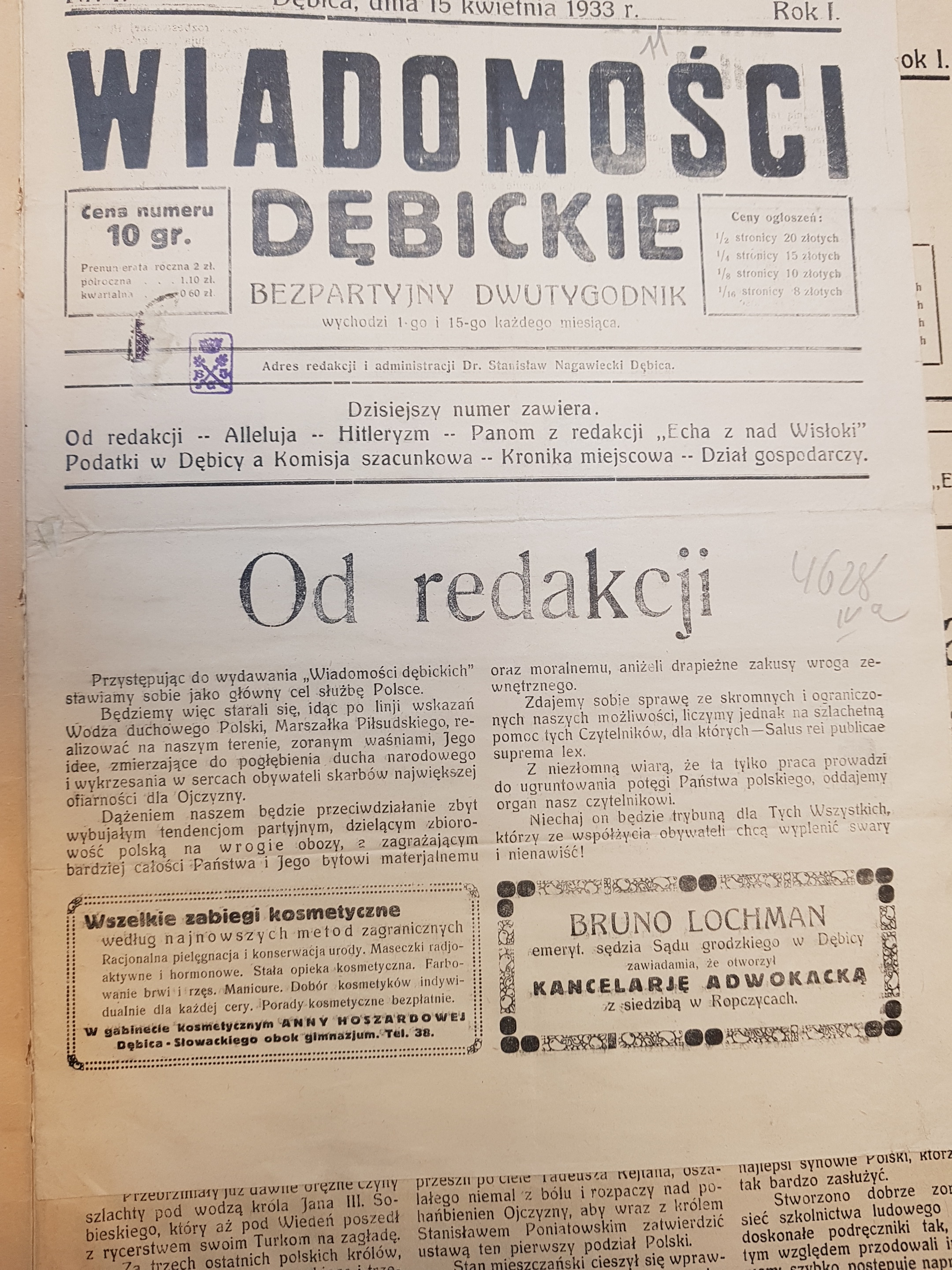
Wiadomości Dębickie - pierwszy numer

Wiadomości Dębickie – czasopismo informacyjne oraz portal internetowy ukazujące się na terenie powiatu dębickiego.

## Historia
Po raz pierwszy czasopismo pod takim tytułem było wydawane w okresie dwudziestolecia międzywojennego. Pierwszy numer "Wiadomości Dębickich" ukazał się 15 kwietnia 1933 r.  jako dwutygodnik. Funkcję pierwszego redaktora naczelnego i prowadzącego pełnił wówczas Stanisław Nagawiecki. Druk zapewniała lokalna drukarnia L. Hausera.
Wpływ na rozwój dębickiej prasy w okresie dwudziestolecia międzywojennego miały wydarzenia polityczne w szczególności przewrót majowy. Aktywni na polu wydawniczym okazali się lokalni działacze sanacyjni lub sympatycy tego obozu. Jednak zwolennicy sanacji nie stanowili jednolitej partii, a raczej skupisko drobniejszych ugrupowań, zjednoczonych w Bezpartyjnym Bloku Współpracy z Rządem Józefa Piłsudskiego (BBWR). Brak jednomyślności powodował konflikty, które w łonie dębickiej sanacji doprowadziły do założenia czasopism – „Wiadomości Dębickich” (1933) i „Zwierciadła z nad Wisłoki” (1935–1936), które miały bronić jednych członków BBWR przed atakami innych, skupionych wokół organu Związku Oficerów Rezerwy (ZOR) – „Echa z nad Wisłoki” (1932–1935).
Interesy zwalczających się grup wewnątrz lokalnych struktur bloku nasiliły się w 1928 r., kiedy burmistrzem Dębicy został założyciel i pierwszy prezes BBWR – Stanisław Nagawiecki. Doprowadziło to do podziału tamtejszej organizacji na grupy jego zwolenników i przeciwników. Cztery lata później w wyborach samorządowych obie frakcje ogłosiły odrębne listy i wzajemnie się zwalczały. Wtedy też grupa przeciwników Nagawieckiego założyła pismo – oficjalny organ ZOR – pt. „Echo z nad Wisłoki" (nr 1,1 V 1932-nr 5, 1 I 1936) wypełniony atakami na burmistrza.
Kiedy w wyborach zwyciężyli jego zwolennicy, „Echo z nad Wisłoki” zakwestionowało wyniki. Gdy na początku 1933 r. wykryto defraudacje w kierowanej przez Stanisława Nagawieckiego Kasie Stefczyka, organ ZOR rozpoczął kampanię, której celem było pozbawienie go stanowiska burmistrza.
Wówczas Nagawiecki, broniąc się przed atakami na siebie, zaczął wydawać „Wiadomości Dębickie” (nr 1, 15 VI-nr 5, 20 VI 1933). Choć w tamtym okresie wydawane były zaledwie dwa miesiące, wywołały konflikt pełen inwektyw, pogróżek i obustronnych gwałtownych ataków.
Wznowienie wydawania czasopisma – jako tygodnika powiatu dębickiego – nastąpiło 9 września 2011 roku w nakładzie około 5000 egzemplarzy. Redaktorem naczelnym i właścicielem gazety był wówczas Tomasz Rowiński. W tej formie wydawane było do 2017 r.
Obecnie "Wiadomości Dębickie" funkcjonują wyłącznie w formie elektronicznej – jako lokalny portal informacyjny.